# Famille Ryckaert
Cette page explique l’histoire ou répertorie les différents membres de la famille Ryckaert.
La famille Ryckaert ou Rijckaert est une famille d'Anvers qui a produit plusieurs peintres au cours de la fin du XVIe et du XVIIe siècles.
- David Ryckaert I (1560-1607). Sa carrière est peu connue. Deux des fils qu'il a eus avec sa femme Catherine Rem étaient des peintres professionnels.
- David Ryckaert II (1586-1642), fils aîné de David I. Il a été l'un des pionniers des natures mortes en Flandre.
- Martin Ryckaert (1587-1631), deuxième fils de David I. Antoine van Dyck peint des portraits des deux frères, David II et Martin.
- David Ryckaert III (1612-1661), fils de David II, petit-fils de David I, neveu de Martin. Il était un grand peintre d'art de genre.

## Autres
- Marcel Rijckaert (1924-2001), cycliste belge.